# Anelasmocephalus crassipes
Anelasmocephalus crassipes is een hooiwagen uit de familie kaphooiwagens (Trogulidae). De wetenschappelijke naam van Anelasmocephalus crassipes gaat terug op Lucas.